# Трубін Анатолій Володимирович
Анато́лій Володи́мирович Тру́бін (нар. 1 серпня 2001, Донецьк, Україна) — український футболіст, воротар футбольного клубу «Бенфіка» та національної збірної України.
Бронзовий призер молодіжного чемпіонату Європи 2023 у складі збірної України. Чемпіон України сезонів 2019/20 та 2022/23 у складі «Шахтаря».

## Життєпис
Народився у місті Донецьк. Проте футболом розпочав займатися у маріупольській «Азовсталі-2». У 2014 році перейшов до молодіжної академії донецького «Шахтаря». 14 лютого 2019 року просидів увесь матч на лаві для запасних у поєдинку Ліги Європи між «Шахтарем» та «Айнтрахтом».
За першу команду «гірників» дебютував 26 травня 2019 року в переможному (4:0) домашньому поєдинку 31-го туру Прем'єр-ліги проти «Маріуполя». Анатолій вийшов на поле в стартовому складі та відіграв увесь матч «на нуль».
Чи не найважливішим матчем у кар'єрі Анатолія Трубіна є справжня сенсація Групового етапу Ліги чемпіонів 22 жовтня 2020 «Реал» — «Шахтар» 2:3. І проти «Інтернаціонале» 27 жовтня і 9 грудня молодий голкіпер відіграв на воротах своєї команди від початку до кінця матчу, не пропустивши жодного голу.

### «Бенфіка»
Влітку 2023 року Анатолій Трубін перейшов до португальської «Бенфіки». Дебютував за нову команду 16 вересня у матчі проти Візели.
Першу половину сезону 2023/24 провів як основний голкіпер «Бенфіки». За цей час провів 19 матчів, у 7 матчах відстояв на нуль.
За підсумками квітня 2025 року визнаний воротарем місяця в Прімейра-лізі.
25 червня 2025 року на клубному чемпіонаті світу у матчі проти «Баварії» зробив чотири сейви та забезпечив своїй команді перемогу з рахунком 1–0. Крім того, він став найкращим гравцем у тому поєдинку.

### Виступи за збірні
Виступав за юнацькі збірні України U-17, U-18 та U-19, а також за молодіжну збірну України.
31 березня дебютував у складі національної збірної України, вийшовши у стартовому складі на матч кваліфікаційного раунду чемпіонату світу з футболу 2022 року проти збірної Казахстану.
1 червня 2021 року Анатолія Трубіна включили до складу збірної для участі в чемпіонаті Європи 2020 року.

## Статистика виступів

### Клубна
Станом на 17 травня 2025
| Сезон               | Клуб                | Чемпіонат           | Чемпіонат | Чемпіонат | Чемпіонат  | Кубок країни | Кубок країни | Кубок країни | Кубок країни | Континентальні кубки | Континентальні кубки | Континентальні кубки | Континентальні кубки | Інші змагання | Інші змагання | Інші змагання | Інші змагання | Усього | Усього | Усього     |
| Сезон               | Клуб                | Ліга                | Ігор      | Голів     | Сухі матчі | Ліга         | Ігор         | Голів        | Сухі матчі   | Ліга                 | Ігор                 | Голів                | Сухі матчі           | Ліга          | Ігор          | Голів         | Сухі матчі    | Ігор   | Голів  | Сухі матчі |
| ------------------- | ------------------- | ------------------- | --------- | --------- | ---------- | ------------ | ------------ | ------------ | ------------ | -------------------- | -------------------- | -------------------- | -------------------- | ------------- | ------------- | ------------- | ------------- | ------ | ------ | ---------- |
| 2018–19             | «Шахтар»            | УПЛ                 | 1         | 0         | 1          | КУ           | 0            | 0            | 0            | ЛЄ                   | 0                    | 0                    | 0                    | СКУ           | 0             | 0             | 0             | 1      | 0      | 1          |
| 2019–20             | «Шахтар»            | УПЛ                 | 7         | -7        | 3          | КУ           | 0            | 0            | 0            | ЛЧ/ЛЄ                | 0                    | 0                    | 0                    | СКУ           | 0             | 0             | 0             | 7      | -7     | 3          |
| 2020–21             | «Шахтар»            | УПЛ                 | 21        | -15       | 10         | КУ           | 0            | 0            | 0            | ЛЧ/ЛЄ                | 5+4                  | -8+-5                | 3+2                  | СКУ           | 0             | 0             | 0             | 30     | -28    | 15         |
| 2021–22             | «Шахтар»            | УПЛ                 | 12        | -8        | 5          | КУ           | 0            | 0            | 0            | ЛЧ                   | 6                    | -11                  | 1                    | СКУ           | 0             | 0             | 0             | 18     | -19    | 6          |
| 2022–23             | «Шахтар»            | УПЛ                 | 28        | -19       | 14         | —            | —            | —            | —            | ЛЧ/ЛЄ                | 6+4                  | -10+-11              | 0                    | —             | —             | —             | —             | 38     | -40    | 14         |
| Всього за «Шахтар»  | Всього за «Шахтар»  | Всього за «Шахтар»  | 69        | -49       | 33         | —            | 0            | 0            | 0            | —                    | 25                   | -45                  | 6                    | —             | 0             | 0             | 0             | 94     | -94    | 39         |
| 2023–24             | «Бенфіка»           | ПЛ                  | 28        | -22       | 13         | КП/КПЛ       | 5+3          | -7+-2        | 1+1          | ЛЧ/ЛЄ                | 6+6                  | -11+-5               | 0+2                  | —             | —             | —             | —             | 48     | -47    | 17         |
| 2024–25             | «Бенфіка»           | ПЛ                  | 32        | -28       | 13         | КП/КПЛ       | 0+3          | -0+-1        | 0+2          | ЛЧ                   | 12                   | -19                  | 4                    | —             | —             | —             | —             | 47     | -48    | 19         |
| Всього за «Бенфіку» | Всього за «Бенфіку» | Всього за «Бенфіку» | 60        | -50       | 26         | —            | 11           | -10          | 4            | —                    | 24                   | -35                  | 6                    | —             | 0             | 0             | 0             | 95     | -95    | 36         |
| Всього за кар'єру   | Всього за кар'єру   | Всього за кар'єру   | 129       | -99       | 59         | —            | 11           | -10          | 4            | —                    | 49                   | -80                  | 12                   | —             | 0             | 0             | 0             | 189    | -189   | 75         |

### Статистика виступів за збірну
Станом на 7 червня 2025 року
| Дата       | Місто       | Господарі          | Результат | Гості              | Турнір                                    | Голи | Примітки |
| ---------- | ----------- | ------------------ | --------- | ------------------ | ----------------------------------------- | ---- | -------- |
| 31-03-2021 | Київ        | Україна            | 1 – 1     | Казахстан          | Відбір до ЧС 2022                         | -1   |          |
| 23-05-2021 | Харків      | Україна            | 1 – 1     | Бахрейн            | товариський матч                          | -1   |          |
| 21-09-2022 | Глазго      | Шотландія          | 3 – 0     | Україна            | Ліга націй УЄФА 2022—2023 - груповий етап | -3   |          |
| 26-03-2023 | Лондон      | Англія             | 2 – 0     | Україна            | Відбір до ЧЄ 2024                         | -2   |          |
| 12-06-2023 | Бремен      | Німеччина          | 3 – 3     | Україна            | товариський матч                          | -3   |          |
| 16-06-2023 | Скоп'є      | Північна Македонія | 2 – 3     | Україна            | Відбір до ЧЄ 2024                         | -2   |          |
| 19-06-2023 | Трнава      | Україна            | 1 – 0     | Мальта             | Відбір до ЧЄ 2024                         | -    |          |
| 14-10-2023 | Прага       | Україна            | 2 – 0     | Північна Македонія | Відбір до ЧЄ 2024                         | -    |          |
| 17-10-2023 | Та-Калі     | Мальта             | 1 – 3     | Україна            | Відбір до ЧЄ 2024                         | -1   |          |
| 20-11-2023 | Леверкузен  | Україна            | 0 – 0     | Італія             | Відбір до ЧЄ 2024                         | -    |          |
| 03-06-2024 | Нюрнберг    | Німеччина          | 0 – 0     | Україна            | товариський матч                          | -    |          |
| 21-06-2024 | Дюссельдорф | Словаччина         | 1 – 2     | Україна            | ЧЄ 2024 - груповий етап                   | -1   |          |
| 26-06-2024 | Штутгарт    | Україна            | 0 – 0     | Бельгія            | ЧЄ 2024 - груповий етап                   | -    |          |
| 07-09-2024 | Прага       | Україна            | 1 – 2     | Албанія            | Ліга націй УЄФА 2024—2025 - груповий етап | -2   |          |
| 10-09-2024 | Прага       | Чехія              | 3 – 2     | Україна            | Ліга націй УЄФА 2024—2025 - груповий етап | -3   |          |
| 11-10-2024 | Познань     | Україна            | 1 – 0     | Грузія             | Ліга націй УЄФА 2024—2025 - груповий етап | -    |          |
| 14-10-2024 | Вроцлав     | Україна            | 1 – 1     | Чехія              | Ліга націй УЄФА 2024—2025 - груповий етап | -1   |          |
| 16-11-2024 | Батумі      | Грузія             | 1 – 1     | Україна            | Ліга націй УЄФА 2024—2025 - груповий етап | -1   |          |
| 19-11-2024 | Тирана      | Албанія            | 1 – 2     | Україна            | Ліга націй УЄФА 2024—2025 - груповий етап | -1   |          |
| 07-06-2025 | Торонто     | Канада             | 4 – 2     | Україна            | товариський матч                          | -3   | 66'      |
| Усього     |             | Матчів             | 20        |                    | Голів                                     | -25  |          |

## Титули та досягнення
«Шахтар»
- Чемпіон України: 2018-19, 2019-20, 2022-23
- Володар кубка України: 2018-19
- Володар Суперкубка України: 2021

«Бенфіка»
- Володар кубка португальської ліги: 2024-25
- Володар Суперкубка Португалії: 2025[8]

Молодіжна збірна України
- Бронзовий призер молодіжного чемпіонату Європи: 2023

Особисті
- Воротар місяця Прімейра-ліги: квітень 2025[9]